# Xing Yu
Xing Yu (chinois simplifié : 行宇 ; chinois traditionnel : 行宇), né le 27 décembre 1978 à Shandong, est un acteur chinois.

## Biographie
À l'âge de onze ans, il se rend au Monastère Shaolin, contre la volonté de ses parents. Il y restera dix ans.
Sa carrière cinématographique débute en 1997, mais il ne se fait connaitre qu'en 2003 grâce au succès du film Crazy Kung-Fu de Stephen Chow.
On le retrouve également dans des films tels que Flash Point, Ip Man et Shaolin.
En 2013, il obtient pour la première fois le rôle principal dans le film The Wrath of Vajra de Law Wing Cheong, une première pour cet acteur qui n'avait joué que des rôles secondaires jusqu'ici.
Xing Yu, qui se fait surtout appeler Shi Yanneng maintenant, est très apprécié et sollicité pour son authentique kung-fu de Shaolin.

## Filmographie

### Années 2000
- 2001 : Dragon the Master de Ray Wu Wai Shing
- 2001 : An dou de Jamie Luk : Rascal
- 2001 : Huo wu yao yang de Ba-Hang Lam
- 2004 : Crazy Kung-Fu de Stephen Chow : Coolie
- 2006 : Dragon Tiger Gate de Wilson Yip : Fan
- 2006 : Fatal Contact de Dennis Law : King
- 2007 : Flashpoint de Wilson Yip : Tiger
- 2008 : Ngor lo paw hai dou sing de Wong Jing : Dragon
- 2008 : Ip Man de Wilson Yip : Maître Lin Zealot
- 2009 : Kung Fu Chefs de Wing Kin Yip : Ah Choi
- 2009 : Bodyguards & Assassins de Teddy Chan : Hei Man, assassin

### Années 2010
- 2010 : See piu fung wan de Kwok-Man Keung
- 2010 : Just Another Pandora's Box de Jeffrey Lau : Hang Yu
- 2011 : The Vigilantes in Masks de Tsz Ming Wong : Chai Hu
- 2011 : Shaolin de Benny Chan : Jing Kong, moine
- 2011 : The Invaluable Treasure de Wong Jing : Fire
- 2013 : Journey to the West de Stephen Chow
- 2013 : The Wrath of Vajra de Wing-Cheong Law : K-29 ou Shi Yanneng
- 2013 : La Guerre des Cartels de Benny Chan
- 2014 : Kung Fu Jungle de Teddy Chan
- 2016 : Line Walker
- 2016 : Call of Heroes
- 2017 : The Shanghai Job (S.M.A.R.T. Chase) de Charles Martin : Long Fei